# Merit E. Janow
Merit E. Janow (* 13. Mai 1958 in den Vereinigten Staaten) ist eine US-amerikanische Hochschullehrerin. Sie war Mitglied des WTO Appellate Body.

## Leben
Janow wuchs in Tokio auf und spricht fließend Japanisch. Sie hat einen Bachelor of Arts in Asiatische Studien der Universität Michigan und einen J.D. der Columbia University. Von 1988 bis 1990 arbeitete sie als Rechtsanwältin in New York, dann wechselte sie in das Büro des US-Handelsbeauftragten, wo sie im Bereich Japan und China tätig war. Sie war Panelist in dem Fall European Communities — Trade Description of Sardines vor einem Panel der Welthandelsorganisation.
Seit 1994 ist die Professorin für internationales Handelsrecht und internationale Angelegenheiten an der Columbia University. Sie war von Juli 2013 bis Dezember 2021 Dekanin der School of International and Public Affairs (SIPA). Sie ist Professorin an dieser Fakultät und der Rechtsfakultät.
Im Jahr 2003 wurde sie von den Mitgliedern der WTO als erste Frau zum Mitglied des Appellate Body gewählt. Während ihrer Amtszeit, die bis 2007 dauerte, arbeitete sie an 30 Verfahren. Von 1997 bis 2000 arbeitete sie als Executive Director eines Komitee des Attorney General mit der Thematik Antitrust. Einige der Empfehlungen des Komitees führten zur Einführung des International Competition Network.
Janow ist Mitglied zahlreicher Gremien, so der Japan Society und des National Committee on US China Relations. Sie ist Mitglied des Council on Foreign Relations, der World Bank High Level Advisory Group on Sustainable and Inclusive Growth und der Trilateral Commission.